# Кампо-Маан (національний парк)

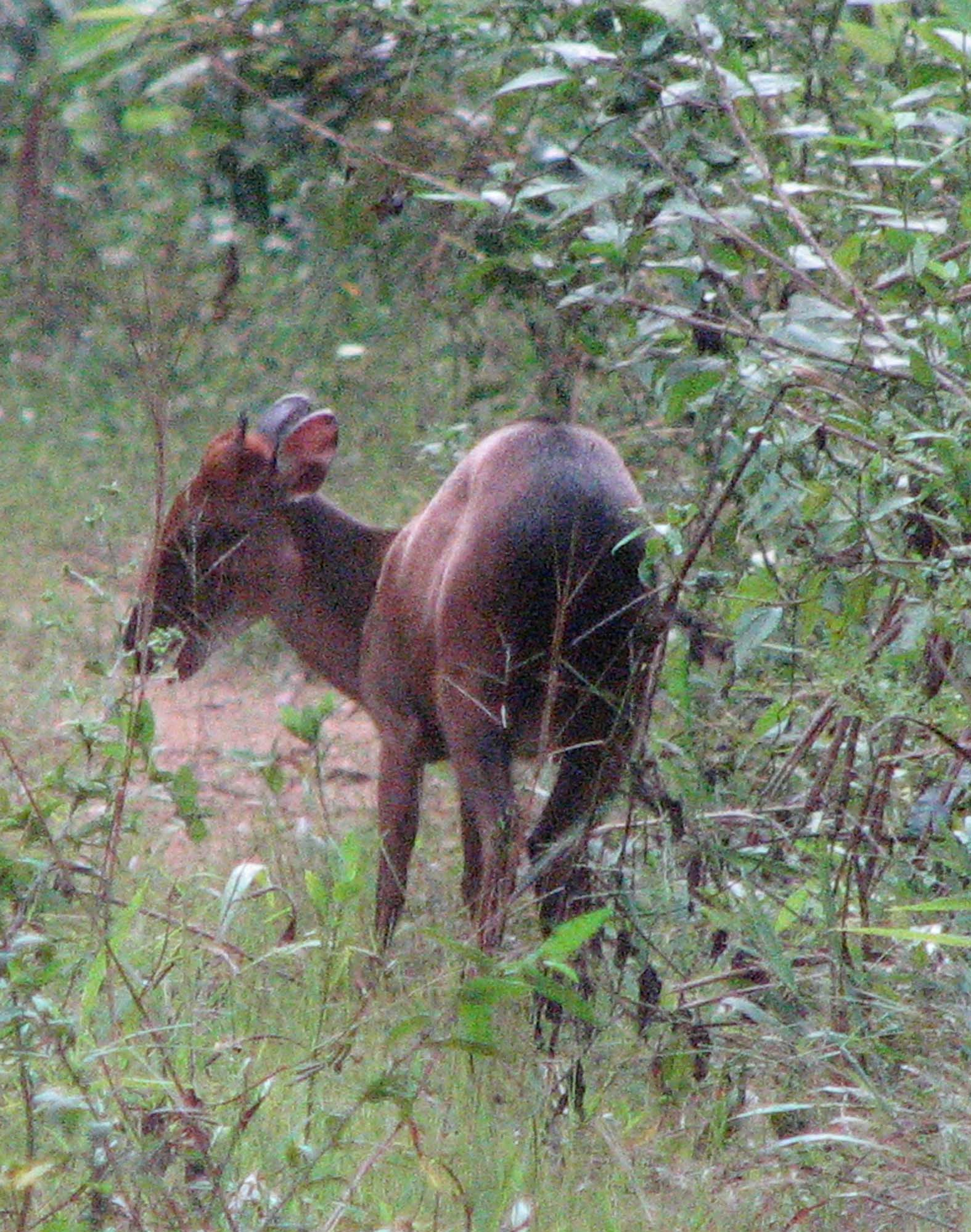
Антилопа Петерса Дуйкер

Національний парк Кампо-Маан — національний парк площею 2680 км² , що розташований на півдні Камеруну, та межує з Екваторіальною Гвінеєю. Парк омивається Атлантичним океаном. Загальна площа національного парку та буферної зони становить приблизно 7 000 км².  Клімат має два сухих сезони, з листопада по березень і з липня по серпень, і два сезони дощів, з квітня по червень і з серпня по жовтень. Середня річна температура приблизно 25°C. 

## Історія

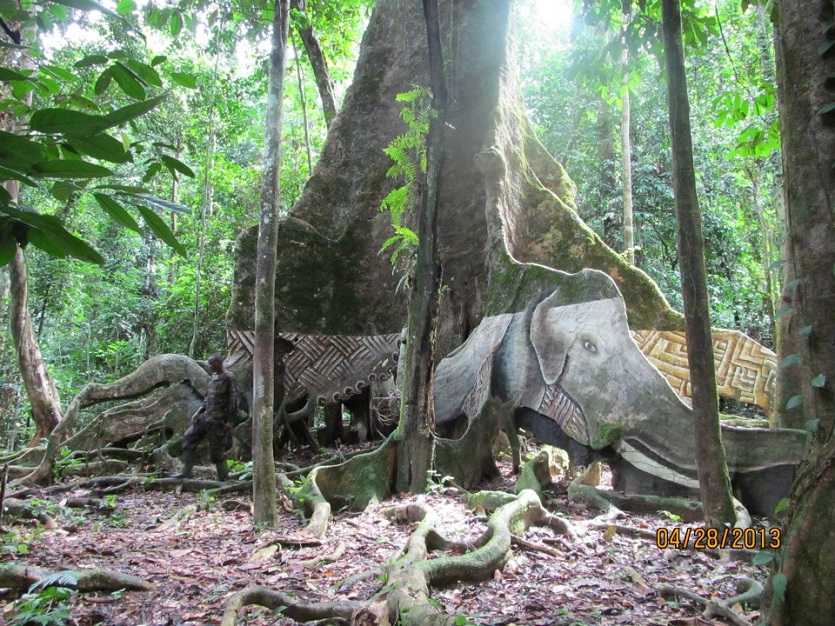
Національний парк Кампо Маан

Заповідник дикої природи Кампо (1582 км 2) був створений у 1932 році. Прилегла лісова плантація Маан (990 км 2 ) була створена в 1980 році для збереження Aucoumea klaineana (okoumé), породи дерев з високою економічною цінністю лісозаготівлі. З часом охоронювана територія розширилася.
6 серпня 1999 року згідно з Рішенням 054/CAB/PN ліс було оновлено до Технічно-експлуатаційної одиниці (TOU) площею 771 000 га. Campo Ma'an TOU має план розподілу землі, що включає охоронювану територію та охоронюваний ліс, лісогосподарські одиниці, морський маєток і агролісомеліорацію. 
У 2000 році ліс став нинішнім національним парком Кампо-Маан, як компенсація за шкоду, завдану навколишньому середовищу від нафтопроводу Чад-Камерун. 

## Біорізноманіття

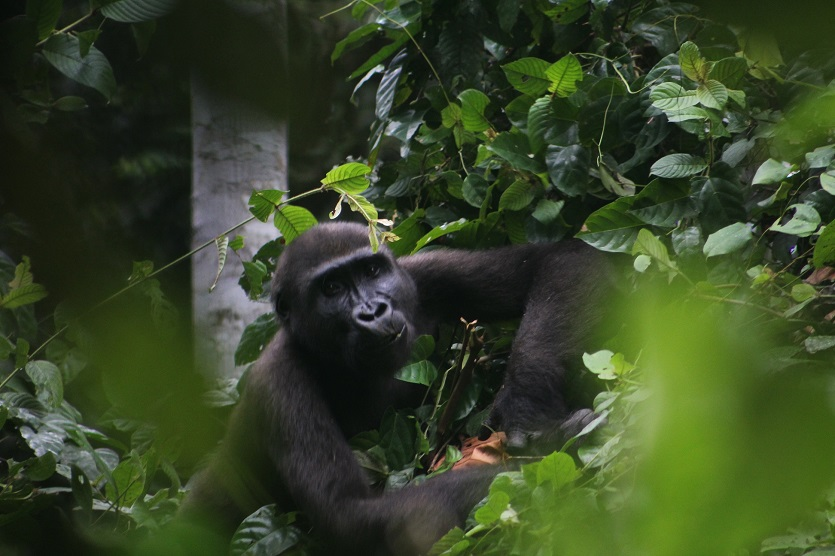
Зображення горили з програми звикання WWF у Національному парку Кампо Маан.

Національний парк Кампо-Маан є гарячою точкою біорізноманіття з широким спектром видів рослин і тварин, у тому числі кількома таксономічними ендеміками. Види ссавців включають лісових слонів, дуйкерів, бегемотів, чагарникових свиней, гігантських панголінів, чорних колобусів, мандрилів і леопардів.  У південній частині парку мешкає невелика популяція лісових буйволів. У національному парку Кампо-Маан живуть популяції західної рівнинної горили, що перебуває під загрозою зникнення, і центральноафриканського шимпанзе, що знаходиться під загрозою зникнення також. Цей район вважається пріоритетним ландшафтом для збереження західних рівнинних горил і шимпанзе МСОП. Тут зареєстровано 122 види рептилій, 165 видів риб. Дослідження багатоніжок, проведене в 2015 році, повідомляє про 27 видів, найпоширенішим з яких є Aporodesmus gabonicus. Тут також мешкає понад 300 видів птахів.  Тип лісу – це в основному закритий вічнозелений ліс, і описується як атлантичний ліс Біафра з багатьма видами рослин із сімейства Caesalpiniaceae.   У межах парку  зустрічаються 29 унікальних видів рослин. У сусідньому селі Біфа була виявлена рідкісна орхідея, що знаходиться під загрозою зникнення, з роду Distylodon; тривають оцінки для виявлення подальшої появи цього виду в охоронюваній території. Кампо Маан існував як дощовий тропічний ліс протягом плейстоцену, що робить його дуже прадавнім лісом. Вибіркові рубки проводились у 1994–1995 роках із залишенням лісосікових доріг через територію заказника.   Парк піддається багатьом загрозам — вирубці лісу, браконьєрству, сільськогосподарському втручанню і розвитоку узбережжя. Будівництво дамби гідроелектростанції Memve'ele та глибоководного порту Крібі представляють додаткові загрози для біорізноманіття регіону.  Через високе біорізноманіття та потребу в постійному та стійкому збереженні Кампо Маан було запропоновано як пілотне місце для екотуризму. 

## Вплив на корінні народи
Регіон Камеруну, де розташований парк Кампо-Маан, є традиційною територією двох основних корінних груп, баг'єлі (пігмеїв) і банту, які проживають тут понад 4000 років. Bagyeli традиційно є мисливцями-збирачами, покладаючись на ліс, щоб забезпечити ресурси, зокрема лікарські рослини.  Ця група представляє меншість корінного населення в районі з приблизною чисельністю менше 10 000 осіб. В даний час в околицях національного парку Кампо Маан розташовано понад 100 сіл. 
Підписання у грудні 1999 року проекту Campo Ma'an GEF/Biodiversity запровадило нове фінансування парку, що дозволило забезпечити дотримання правил, що забороняють використання природних ресурсів із заповідної території. До цього не було жодної охорони чи взагалі правоохоронних органів, які б обмежували доступ до паркової зони. Інтегральна охоронна зона, яка охоплює 2901 квадратний кілометр, повністю закрита для місцевого населення, а видобуток природних ресурсів заборонено на 4196 квадратних кілометрах регіону. Є повідомлення про постійне незаконне полювання та браконьєрство на території заповідника, хоча в період між 2011 і 2014 роками було зазначено, що полювання людей знизилося на 50 відсотків.